# فاني اردانت
فاني اردانت (بالفرنسية: Fanny Ardant)‏ (و. 1949 – م) هي ممثلة، ومخرجة سينمائية، وراوية كتب صوتية، وكاتبة سيناريو من فرنسا .

## التعليم
تعلمت في معهد الدراسات السياسية آيكس أومبروفينس

## جوائز وترشيحات
حصلت على جوائز منها:
- European Film Award for Best Actress، عن عمل:8 نساء (2002)
- جائزة سيزر لأفضل ممثلة، عن عمل:Pédale douce (1997).

ترشحت لـ:
- جائزة سيزر لأفضل ممثلة، عن عمل:Bright Days Ahead (2014)
- European Film Award – Jameson People's Choice Award – Best Actress، عن عمل:ناتالي ... (2004)
- جائزة سيزر لأفضل ممثلة، عن عمل:8 نساء (2003)
- European Film Award – Jameson People's Choice Award – Best Actress، عن عمل:8 نساء (2002)
- European Film Award for Best Actress، عن عمل:8 نساء (2002)
- جائزة سيزر لأفضل ممثلة، عن عمل:Pédale douce (1997)
- جائزة سيزر لأفضل ممثلة، عن عمل:Confidentially Yours (1984)
- جائزة سيزر لأفضل ممثلة، عن عمل:The Woman Next Door (1982).

## روابط خارجية
- فاني اردانت على موقع IMDb (الإنجليزية)
- فاني اردانت على موقع ميتاكريتيك (الإنجليزية)
- فاني اردانت على موقع روتن توميتوز (الإنجليزية)
- فاني اردانت على موقع مونزينجر (الألمانية)
- فاني اردانت على موقع قاعدة بيانات الأفلام العربية
- فاني اردانت على موقع ألو سيني (الفرنسية)
- فاني اردانت على موقع ميوزك برينز (الإنجليزية)
- فاني اردانت على موقع تيرنر كلاسيك موفيز (الإنجليزية)
- فاني اردانت على موقع أول موفي (الإنجليزية)
- فاني اردانت على موقع قاعدة بيانات الأفلام السويدية (السويدية)